# ヴェルチェッリ
ヴェルチェッリ（イタリア語: Vercelli ( 音声ファイル)）は、イタリア共和国ピエモンテ州にある都市であり、その周辺地域を含む人口約4万6000人の基礎自治体（コムーネ）。ヴェルチェッリ県の県都である。
トリノとミラノの中間、ポー平原のセージア川河畔に位置する都市である。

## 名称
イタリア語以外の言語では以下の名称を持つ。
- ピエモンテ語: Vërsèj
- ピエモンテ語ヴェルチェッリ方言 (it) : Varseij

## 地理

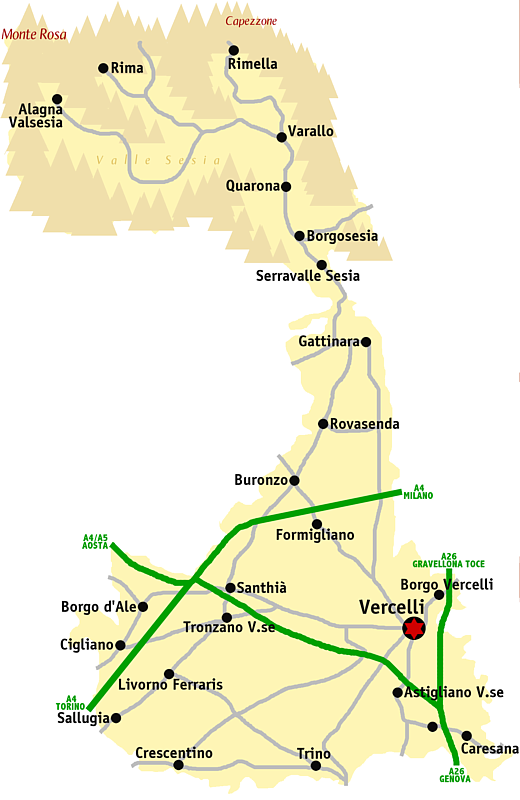
ヴェルチェッリ県概略図

### 位置・広がり
ヴェルチェッリ県南東部に位置するコムーネで、ノヴァーラから南西へ21km、ビエッラから南東へ39km、アレッサンドリアから北北西へ48km、ミラノから西南西へ62km、州都トリノから東北東へ64kmの距離にある。

#### 隣接コムーネ
隣接するコムーネは以下の通り。括弧内のPVはパヴィーア県、NOはノヴァーラ県所属を示す。
- アジリアーノ・ヴェルチェッレーゼ
- ボルゴ・ヴェルチェッリ
- カレザナブロト
- デザーナ
- リニャーナ
- オルチェネンゴ
- パレストロ (PV)
- プラローロ
- サラスコ
- サーリ・ヴェルチェッレーゼ
- サン・ジェルマーノ・ヴェルチェッレーゼ
- ヴィッラータ
- ヴィンツァーリオ (NO)

- ドゥオーモ
- サンタンドレア修道院
- Piazza pajetta
- 雪のカヴール広場
- 夕暮れ

## 歴史
ヴェルチェッリは北イタリアでも最も古い都市の一つであり、紀元前600年ごろまで遡ると考えられる。ラテン語でウェルケラエ (Vercellae) あるいは Vercelum と記されたこの都市は、リグリア人 (Ligures) の一部族であった Libici あるいは Lebecili と呼ばれる人々の首都であった。ローマのもとで、この都市は重要なムニキピウムとなった。この都市の付近では紀元前101年にウェルケラエの戦いが行われ、ガイウス・マリウス率いるローマ軍がキンブリ族とテウトネス族を打ち破った。
その500年後、マギステル・ミリトゥムのスティリコは、ゴート族をこの地で全滅させた。ヒエロニムスの時代には、この都市の半ばは廃墟と化していた（olim potens, nunc raro habitatore semiruta (1, 3.1)）。ランゴバルド族が侵入すると、この地はイヴレーア侯国の属地となった。885年からは神聖ローマ帝国の聖界諸侯たる司教領となった。
1120年、ヴェルチェッリは独立したコムーネ（都市国家）となった。ヴェルチェッリは第1次および第2次のロンバルディア同盟に参加した。その法令は、中世の共和国の中で最も興味深いものの一つとされる。1228年には、パドヴァにあったウニヴェルシタス（教師と学生の集団。のちのパドヴァ大学）がヴェルチェッリに移転して来た。ウニヴェルシタスはヴェルチェッリに1372年まで所在したが、特に目だった隆盛は示していない。ただし、その後も法科大学のみが維持された。
1307年には、異端とされたドルチーノ派の指導者フラ・ドルチーノが、当地で火あぶりの刑に処せられた。
13世紀には、都市をさまざまな問題が襲い、ミラノのデッラ・トッレ家（1263年）、モンフェッラート侯国（1277年）、ヴィスコンティ家のマッテオ1世 (Matteo I Visconti) （1290年–1299年）が当地を支配した。その後、1301年から1334年まで、ギベリンのティッツォーニ家 (Tizzoni) とゲルフのアヴォガドリ家 (Avogadri) が都市の主導権を争った。ゲルフはたびたび追放され、1328年にはモンフェッラート侯国がヴェルチェッリを手に入れた。1334年には、自ら進んでミラノのヴィスコンティ家の庇護下に入った。1373年には、司教ジョバンニ・フィエスキ (Giovanni Fieschi) はヴィスコンティ家を追放したが、マッテオ・ヴィスコンティは都市を再征服した。ジョヴァンニ・マリーア・ヴィスコンティとフィリッポ・マリーア・ヴィスコンティの兄弟争いによって利益を得た傭兵隊長のファチーノ・カーネ (Facino Cane) は、1402年にヴェルチェッリを支配下に収めたが、1404年にモンフェッラート侯テオドーロ2世 (Theodore II, Marquess of Montferrat) によって追放された。1427年、ヴェルチェッリはモンフェッラート侯からサヴォイア公国に譲渡された。
ヴェルチェッリは、1499年と1553年にフランスによって、1616年と1678年にスペインによって占領された。 1704年、フランス軍は要塞を破壊することに失敗し、ヴェルチェッリは長い包囲戦に耐えた。以後のヴェルチェッリは、サヴォイア家（1720年以後はサルデーニャ王国）と運命をともにしている。1821年には、憲法制定を求める蜂起が発生した。

## 行政

### 分離集落
ヴェルチェッリには、以下の分離集落（フラツィオーネ）がある。
- Bivio Sesia, Brarola, Larizzate, Carengo, Cascine Strà, Montonero

## 社会

### 教育
- 東ピエモンテ大学 - 文学・哲学部が置かれている
- トリノ・ポリテクニコ大学 (Polytechnic University of Turin)  - サテライトキャンパスが置かれている

## 姉妹都市
- アルル、フランス
- トゥルトーザ、スペイン

## スポーツ

### サッカー
プロサッカークラブのFCプロ・ヴェルチェッリが本拠を置く。ホームスタジアムはスタディオ・シルヴィオ・ピオラ。スタジアム名は、20世紀の名選手であるシルヴィオ・ピオラがヴェルチェッリで選手生活を始めたことを記念する。

## 人物

### 著名な出身者
- ソドマ（本名はジョヴァンニ・アントニオ・バッツィ） - ルネサンス期の画家。
- ルイージ・ガッレアーニ（英語版） - 19-20世紀に米国で活動したアナキスト。

### ゆかりの人物
- ヴェルチェッリのエウセビウス（英語版） - 4世紀の司教、聖人。